# II. Szuppiluliumasz hettita király
II. Szuppiluliumasz hettita király (Šuppiluliumaš vagy Šuppiluliamaš, talán azonos Tašmi-Šarruma herceggel) a Hettita Birodalom utolsó ismert királya. III. Tudhalijasz fia, elődje, III. Arnuvandasz öccse. Ismeretlen körülmények között követte a trónon.
Hosszú uralkodásának eseményeiről csak érintőleges információink vannak, a CTH#121-122, CTH#124-126, és CTH#256 katalógusszámú szövegek Alaszija elfoglalásáról, Kargamis uralkodójával, Talmi-Teszubbal kötött szerződésről, vazallusok hűségesküjéről és Szuppiluliumasz névhasználatáról, valamint sírjáról szóló jegyzőkönyvekről tudósítanak.
Ezek közül az első a későbbi fejlemények ismeretében meglehetősen furcsa. Alaszija lázadását Szuppiluliumasz három hajócsatával majd szárazföldi ütközetekben verte le. Eszerint Hatti ütőképes volt a tengeren is. A hettita hajóhad valószínűleg Ugarit segítségével jött létre, amelynek utolsó uralkodója, III. Hammurapi közreműködött az egyiptomi kereskedelemben is.
Egyiptommal még mindig a már hagyományosnak mondható baráti kapcsolatok álltak fenn, olyannyira, hogy Merenptah idejéből bizonyíték van a hettita-egyiptomi szerződés betartásáról: Egyiptom gabonát szállított az éhező Hattuszasznak. Az éhínség okáról nincs adat, de ez már jelezheti a központi hatalom és az adórendszer végleges szétesését, a kereskedelmi kapcsolatok beszűkülését is. Az ugariti hajók Mukisban kötöttek ki, és innen szárazföldi úton szállították Tarhuntasszaszba.
Szuppiluliumasz még befejezte sírját és nincs nyoma annak, hogy uralkodása végén Hatti végleg megszűnt volna. Hatti mégis megszűnt létezni az i. e. 12. század második negyedében, mindenképp i. e. 1180 után, mert III. Hammurapi legalább egy évtizedig uralkodott. Nem tudjuk, hogy II. Szuppiluliumaszt végül eltemették-e a sírjában. A hettita történelem legnagyobb rejtélye következett be uralkodása végén: Hattuszaszt egyik napról a másikra kiürítették, elhagyták és felgyújtották. A város nem ostrom során pusztult el, hanem lakói egyszerűen otthagyták és ismeretlen helyre, ismeretlen irányba távoztak. A döntésük oka ismeretlen. Ezzel ért véget a Hettita Birodalom története. A Hettita Birodalom, amely az Ókori Keleten fél évezreden át nagyhatalmi szerepet játszott, végleg összeomlott. Helyét hettita és hurri fejedelemségek vették át Észak-Szíriában, Anatóliában a phrügök, lüdök és a görög törzsek, a levantei térségben a tengeri népek letelepedő csoportjai.